# Planches d'Evelyn
Les planches d'Evelyn sont un ensemble de quatre préparations d'anatomie humaine sur planches de bois, confectionnées en Italie et acquises par John Evelyn en 1646. Ces planches anatomiques sont parmi les plus anciennes connues ; elles sont exposées au Hunterian museum du Collège royal de chirurgie à Londres.

## Histoire
Voyageant en Italie durant la première révolution anglaise, le mémorialiste anglais John Evelyn assiste notamment à des séances de dissection à l'université de Padoue ; en mars 1646, il acquiert trois planches d'anatomie humaine réalisées, pour son propre usage, par Giovanni Leoni d'Este, assistant du professeur d'anatomie et de chirurgie Johann Vesling, et une quatrième préparée à sa demande par Leoni.
De retour à Londres, il ramène ces quatre planches qu'il a achetées pour une somme de quelque 150 écus chacune, et les donne, en 1667, à la toute jeune Royal Society dont il était l'un des membres fondateurs. Acquises par le British Museum en juin 1781, puis transférées au Collège royal de chirurgie en 1809, ces planches sont exposées dans le Hunterian museum.

## Description

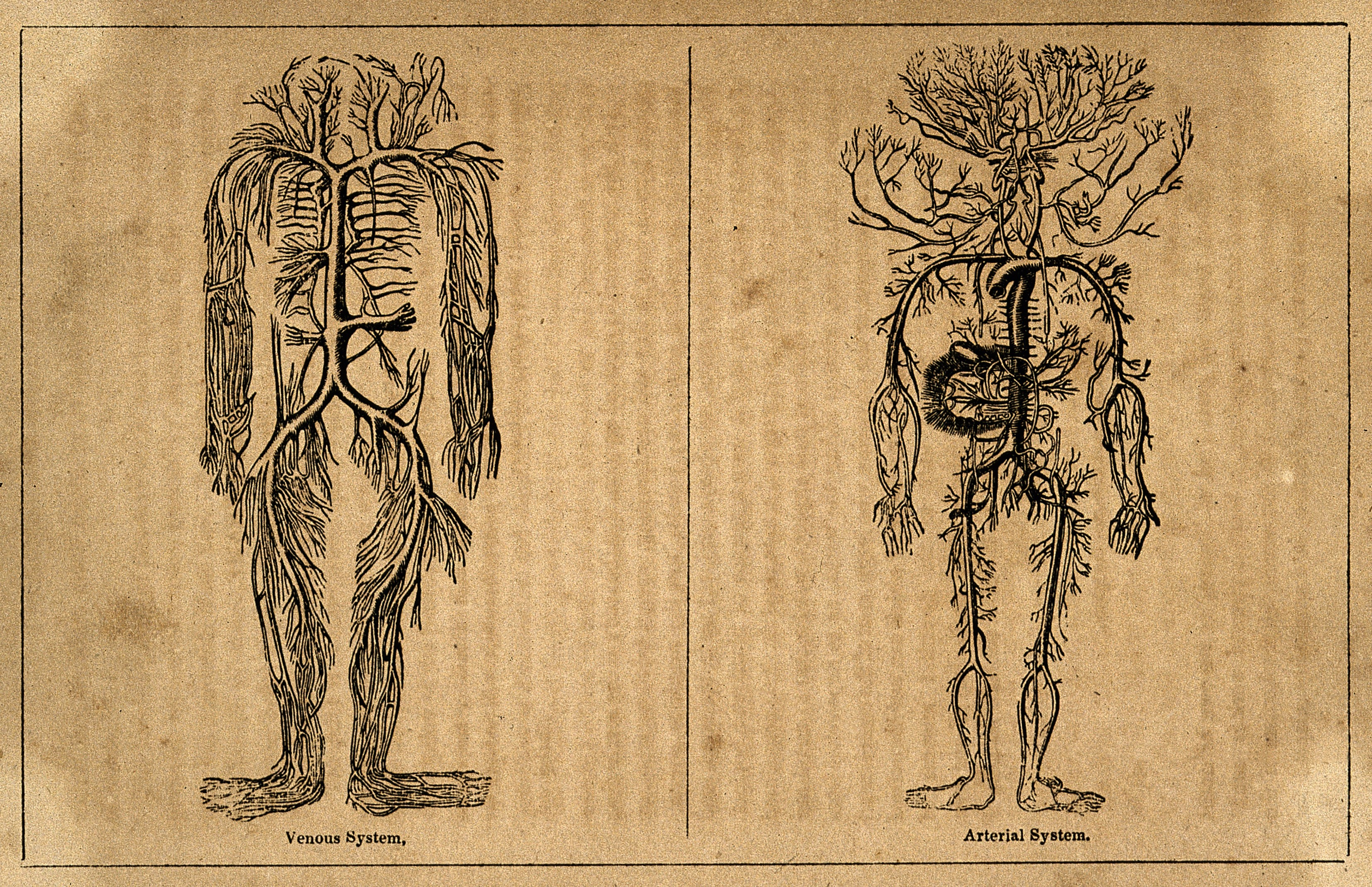
Système veineux et système artériel : gravures de Michael van der Gucht d'après les planches d'Evelyn

Chaque planche montre une partie du système nerveux ou du système circulatoire, provenant de la dissection d'un spécimen humain, collée sur une planche de pin d'environ 1,90 m de haut, 77 cm de large et 10 cm d'épaisseur, et protégée par plusieurs couches de vernis. Evelyn raconte qu'après avoir extrait « les veines et autres vaisseaux qui contenaient le sang, les humeurs, etc. des corps humains..., le préparateur commençait par les étirer pour les appliquer sur les planches conformément à leur proportion naturelle et à leur situation, comme une amélioration qui pourrait être utile pour l'anatomie »,.
La première planche présente la moëlle épinière et les nerfs ; la deuxième, l'aorte et les artères ; la troisième, le système nerveux sympathique et le nerf vague avec les veines des poumons et du foie ; la quatrième, la distribution des veines.
Un exposé sur les planches d'Evelyn, présenté par l'anatomiste William Cowper le 21 janvier 1701, a été publié dans les Philosophical Transactions of the Royal Society, avec des dessins gravés par Michael van der Gucht (en) d'après les planches originales.